# Mimus triurus
El sinsonte trescolas, calandria real, calandria de tres colas o tenca de alas blancas (Mimus triurus) es una especie de ave paseriforme de la familia Mimidae, propia de América del Sur. El género de esta especie, Mimus, hace referencia a la capacidad mímica (=imitación) de sus especies. El nombre de «calandria» lo recibió por analogía con la calandria europea (Melanocorypha calandra) con la cual no guarda más relación que la capacidad común de imitar el canto de otras aves. Está ampliamente distribuida en la mitad sur de América del Sur.

## Distribución
Se distribuye desde Bolivia, Paraguay, y sur de Brasil, pasando por todo el Uruguay, y todo el centro y norte de la Argentina en donde habita en las provincias de: Buenos Aires, Ciudad Autónoma de Buenos Aires, Catamarca, Chaco, Córdoba, Corrientes, Entre Ríos, Formosa, Jujuy, La Pampa, La Rioja, Mendoza, Misiones, Neuquén, Río Negro, Salta, San Juan, San Luis, Santa Fe, Santiago del Estero, Tucumán, hasta el norte de Chubut. Los ejemplares que pueblan su distribución austral migran al norte en el invierno.
En Chile es un visitante regular pero escaso, y se han reportado ejemplares solitarios o en parejas. En Perú es considerado un visitante raro de sazonalidad incierta.

## Características
Es un ave paseriforme, de unos 20 cm de largo cuando es adulta. Presenta un plumaje de colores apagados, con el dorso pardogrisáceo con la rabadilla rufa. Las alas son oscuras, con una gran y conspicua mancha blanca, color que presenta también en el borde externo de la cola. El vientre y la garganta son blanquecinos, siendo los flancos de color ocráceo. El pico es largo y delgado, bien adaptado a la captura de insectos. Los tarsos de las patas son largos, indicando su hábito de caminador.

## Hábitos
La calandria es insectívora y frugívora. Habita en zonas de estepas arbustivas y bosques xerófilos. Pasa parte del tiempo en el suelo, desplazándose con cortas carreras a buena velocidad.
Es muy territorial, expulsando a otras aves que suelen posarse cerca de ellas, sin distinción de tamaños.

### Reproducción
La reproducción tiene lugar entre primavera y verano. Nidifica a comienzos de primavera, participando tanto macho como hembra en la construcción del nido, el cual es cóncavo y profundo, de aspecto desprolijo. La incubación de los huevos insume unas dos semanas, y es llevada a cabo por la hembra. Los pichones son nidícolas, y permanecen en el nido unas dos semanas después de la eclosión, siendo alimentados por sus padres. Al abandonar el nido se ocultarán en el follaje, aprendiendo de los padres la captura de presas y siguiéndolos durante un mes o más. Alcanzan la madurez sexual alrededor del año.
Es víctima del tordo renegrido (Molothrus bonariensis), que parasita su nido expulsando los huevos de la calandria real y depositando el suyo propio, de mayor tamaño, para que aquellas lo críen.

### Canto
Es una excelente cantora, con un gorjeo muy agradable y la capacidad de imitar el canto de otras aves con precisión. Emulan también los ruidos del entorno. Además posee su propio canto. Para Guillermo Hudson, era el ave de mejor canto del mundo. Por esta razón es capturada para ser comercializada como ave de jaula.

## Taxonomía
Fue descrita originalmente por Louis Pierre Vieillot en el año 1818 bajo el nombre de: Turdus triurus con localidad típica: «Paraguay».
Es una especie monotípica, similar a la tenca común Mimus dorsalis, con la cual está estrechamente relacionada conformando con esta tal vez una superespecie.